# Dornelas do Zêzere
Dornelas do Zêzere is een plaats (freguesia) in de Portugese gemeente Pampilhosa da Serra en telt 677 inwoners (2001).

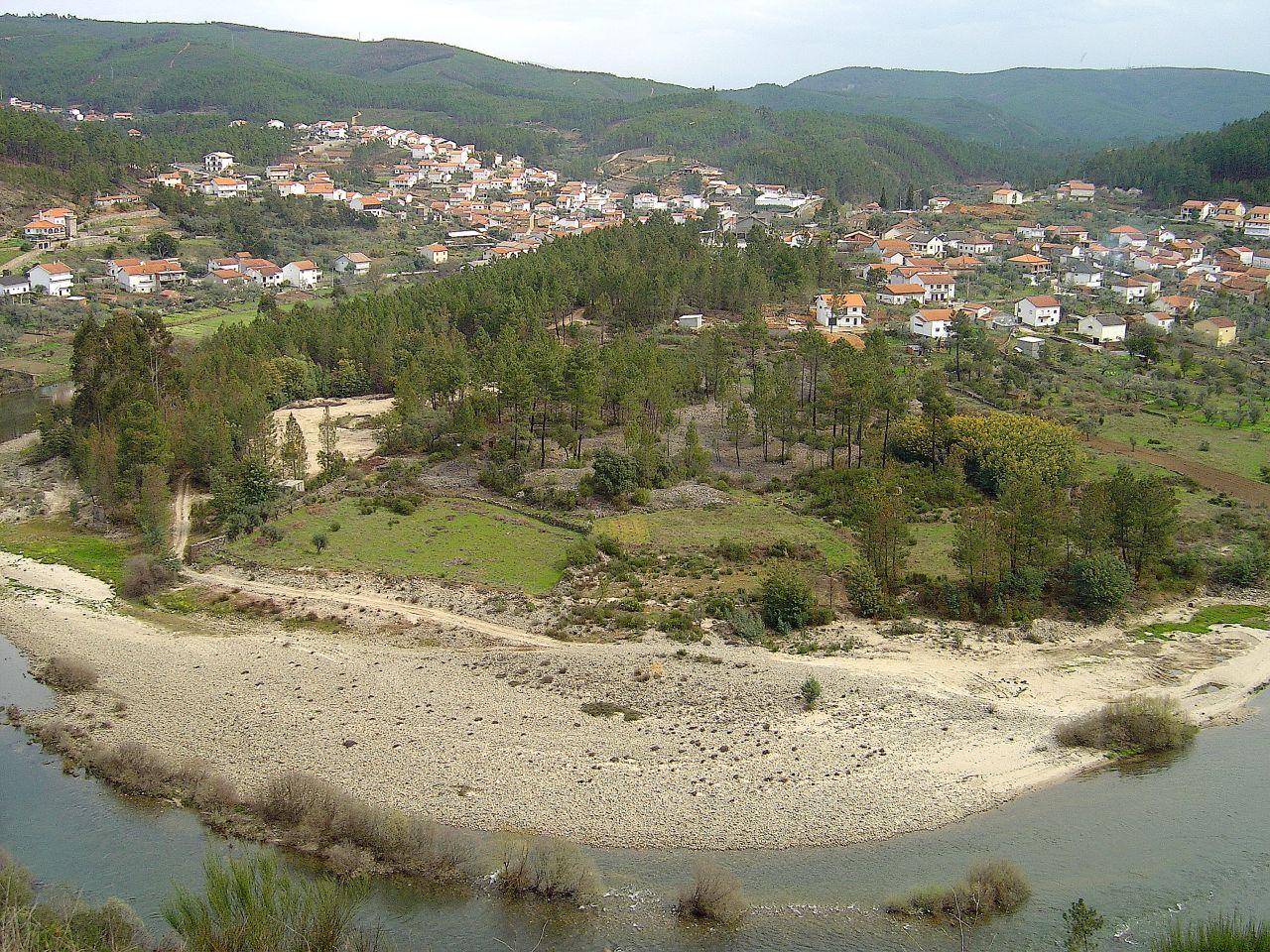
Panorama